# Никифорово (Смоленская область)
Никифорово — деревня в Смоленской области России, в Ельнинском районе. Население — 2 жителя ( 2007) . Расположена в юго-восточной части области в 10 км к северу от города Ельня, в 3 км западнее автодороги Р137 Сафоново — Рославль, на берегах реки Ужица. Входит в состав Рождественского сельского поселения.

## Достопримечательности
- Могила советского воина-десантинка павшего в боях с немецко-фашистскими войсками [2].